# ماری بیلریان
ماری بیلریان (ارمنی: Մառի Պեյլերյան؛ انگلیسی: Mari Beyleryan؛ زادهٔ ۱۸۷۷ در بشیکتاش، کنستانتینوپل - درگذشته ۱۹۱۵) یک کنشگر فمینیست، نویسنده، و چهره اجتماعی ارمنی‌تبار اهل امپراتوری عثمانی بود. وی در سال ۱۹۱۵ در جریان نسل‌کشی ارمنی‌ها توسط حکومت ترکان جوان عثمانی کشته شد.

## زندگی‌نامه
«کالج یسائیان» در کنستانتینوپل را به پایان رسانید سپس در «استودیویی برا» به تحصیل پرداخت. وی با روزنامه‌های مختلفی همچون «آرویک» و «هونچاک» همکاری نمود. بیلریان یکی از سازمان‌دهندگان «تظاهرات باب-علی» در ۱۸ سپتامبر ۱۸۹۵ بود که توسط پلیس مورد آزار و اذیت قرار گرفت. وی در سال ۱۸۹۶ مجبور به ترک پایتخت شد و در مصر به عنوان شغل آموزگاری پرداخت. در بین سال‌های ۱۹۰۲–۱۹۰۳ وی روزنامه زنان ارمنی «آرتمیس» را منتشر نمود که نخستین گاهنامه تخصصی در بابا ایده‌های آزادیخواهانه زنان بود. پس از انقلاب ترکان جوان وی به امپراتوری عثمانی بازگشت و در مناطق مختلف به شغل آموزگاری و همچنین مدیریت کالج دخترانه «Eudokia» پرداخت.
وی مؤلف یک اثر ادبی تحت عنوان «به سوی بالا» ("Depi Ver") است.